# Edwin Del Castillo
Edwin Del Castillo (Cúcuta, Norte de Santander, Colombia; 8 de febrero de 1984) es un exfutbolista colombiano. Jugaba en la posición de defensa y se retiró en el Cúcuta Deportivo de Colombia.

## Clubes
| Club                | País      | Año         |
| ------------------- | --------- | ----------- |
| Cúcuta Deportivo    | Colombia  | 2005        |
| Millonarios         | Colombia  | 2006        |
| Llaneros de Guanare | Venezuela | 2007        |
| Cúcuta Deportivo    | Colombia  | 2008        |
| Real Cartagena      | Colombia  | 2009        |
| América de Cali     | Colombia  | 2010 - 2011 |
| Cúcuta Deportivo    | Colombia  | 2012 - 2014 |

## Palmarés

### Títulos nacionales
| Título              | Club             | País     | Año  |
| ------------------- | ---------------- | -------- | ---- |
| Categoría Primera B | Cúcuta Deportivo | Colombia | 2005 |